# Bruno Saxonicus
Bruno Saxonicus var en präst och historieskrivare under 1000-talet.
Han skrev Historia de bello saxonico, vilken han 1082 tillägnade biskop Verner av Merseburg. Verket är riktat mot Henrik IV. Författaren är välunderrättad och även om framställningen är tendentiös utgör den en viktig källa.